# Anastas I. Akorezi
Anastas I. Akorezi (armenisch Անաստաս Ա Ակոռեցի, auch: Anastase Ier d’Akori, Anastas Ier Akoṙec‘i) war von 661 bis 667 Katholikos der Armenischen Apostolischen Kirche.

## Leben
Anastas stammte aus Akori im Gebiet von Masiatsun (Masiats-oten in der Provinz Ayrarat, Այրարատ). Er wurde als Nachfolger von Nerses III. Schinogh (Nersès III dem Täufer) ernannt. Seine Amtszeit fiel in die Wiederherstellung des arabischen Protektorats über Armenien durch Kalif Muʿāwiya I. und in die Anfangszeit des Marzban Grigor I. Mamikonjan, mit dem er eng zusammenarbeitete.
Anastas nutzte diese verhältnismäßig friedliche Periode und beauftragte den Historiker Anania Schirakatsi, ein Chronicon zu verfassen, in dem er den Armenischen Kalender verbessern ließ. Der Katholikos bereitete eine Synode vor um diese Reform umzusetzen, als er plötzlich verstarb.

## Bibliographie
- René Grousset: Histoire de l’Arménie des origines à 1071. 1947.
- Agop Jack Hacikyan (hg.): The Heritage of Armenian Literature, vol. II: From the Sixth to the Eighteenth Century, Détroit, Wayne State University Press 2002. ISBN 978-0-8143-3023-4